# Imaginação ativa
Imaginação ativa (IA) é uma técnica reinventada por Carl Gustav Jung, que a trouxe de volta dos alquimistas. Consiste em uma interação com os conteúdos do inconsciente através de sua personificação. Diferencia-se de uma interpretação dos conteúdos do inconsciente na medida em que não envolve uma explanação de suas figuras, mas de um relacionamento com elas. Dessa forma não compreenderíamos o inconsciente a partir de um ponto de vista intelectual, mas a partir do sentimento, de um embate, de um confronto com os problemas que se nos deparam a partir de dentro. Segundo Jung, a IA é a melhor maneira de se ativar a função transcendente, que envolve uma espécie de síntese das funções da consciência, um encontro e grande interação com a totalidade da psique (self ou "eu interior") e tudo o que ela representa.
Para a integração do inconsciente na consciência, ou seja, para a produção da função transcendente, toma-se o estado afetivo inicial, ou a imagem que lhe corresponde, como ponto de partida do procedimento. A sistematização da técnica foi feita por Robert Johnson e não por Jung, ainda que este, em outras palavras, discorra sobre o tema em grande parte de suas Obras Completas. Em seus estudos da época, Jung menciona ter percebido duas tendências principais neste campo: a formulação criativa e a compreensão, fazendo surgir “então a função transcendente como um terceiro elemento decorrente da relação estabelecida entre o ego e o inconsciente”. Como um diálogo travado entre duas pessoas com direitos iguais, cada um dos interlocutores considera o outro capaz de lhe apresentar um argumento válido e, por consequência achasse que valeria a pena aproximar os dois pontos de vista contrastantes, mediante uma comparação ou discussão minuciosa e exaustiva ou distinguí-los claramente um do outro, sendo esta capacidade do diálogo interior um dos critérios básicos da objetividade.
Desta forma, através da Imaginação Ativa, a consciência pode então ser ampliada continuamente pela confrontação dos conteúdos até então inconscientes. A Imaginação Ativa pode contribuir de forma inestimável, por seus próprios meios, com o processo de cura do paciente que se dispõe a praticá-la, sob a supervisão de um analista experiente.